# Ishallar i Norge
| Hall nr. | öppnade | hallens namn                                               | Komune              | Fylke          | Club                                             |
| -------- | ------- | ---------------------------------------------------------- | ------------------- | -------------- | ------------------------------------------------ |
| 1        | 1963    | Sparta Amfi                                                | Sarpsborg           | Østfold        | Sparta Warriors                                  |
| 2        | 1968    | Siddishallen                                               | Stavanger           | Rogaland       | Stavanger Hockey                                 |
| 3        | 1968    | Bergenshallen                                              | Bergen              | Vestland       | Bergen Ishockeyklubb                             |
| 4        | 1969    | Askerhallen                                                | Asker               | Akershus       | Frisk Asker                                      |
| 5        | 1970    | Stjernehallen                                              | Fredrikstad         | Østfold        | Stjernen Hockey (En ny ishall kommer att byggas) |
| 6        | 1971    | Jordal Amfi En ny hall på samma plats är under uppbyggnad. | Oslo                | Oslo           | Vålerenga Ishockey                               |
| 7        | 1974    | Siddishallen (hal nr. 2)                                   | Stavanger           | Rogaland       | Stavanger Hockey                                 |
| 8        | 1977    | Leangen Ishall                                             | Trondheim           | Trøndelag      | Nidaros Ishockeyklubb                            |
| 9        | 1979    | Furusethallen (Hallen är borta, Revs för att rymma IKEA.)  | Oslo                | Oslo           | var hem för Furuset Ishockey.                    |
| 10       | 1979    | Manglerud Ishall                                           | Oslo                | Oslo           | Manglerud Star                                   |
| 11       | 1981    | Storhamar Ishall                                           | Hamar               | Innlandet      | Storhamar Dragons                                |
| 12       | 1986    | Lørenhallen                                                | Oslo                | Oslo           | Hasle-Løren Idrettslag                           |
| 13       | 1987    | Runnirinken Ishall                                         | Nes                 | Akershus       | Nes Ishockeyklubb                                |
| 14       | 1987    | Ski Ishall                                                 | Nordre Follo kommun | Akershus       |                                                  |
| 15       | 1987    | Halden Ishall                                              | Halden              | Østfold        | Comet Halden                                     |
| 16       | 1987    | Skedsmo Ishall                                             | Lillestrøm          | Akershus       | Skedsmo Ishockeyklubb                            |
| 17       | 1988    | Kongsberghallen                                            | Kongsberg           | Buskerud       | KIF Ishockey                                     |
| 18       | 1988    | Lørenskog Ishall                                           | Lørenskog           | Akershus       | Lørenskog IK                                     |
| 19       | 1988    | Kristins Hall                                              | Lillehammer         | Innlandet      | Lillehammer IK                                   |
| 20       | 1989    | Jordal amfi, Ungdomshall                                   | Oslo                | Oslo           | Vålerenga Ishockey                               |
| 21       | 1989    | Holmen Ishall                                              | Asker               | Akershus       | Holmen Red Eagles                                |
| 22       | 1989    | Dalgård Ishall                                             | Trondheim           | Trøndelag      | Astor Ishockeyklubb                              |
| 23       | 1990    | Oslo Spektrum                                              | Oslo                | Oslo           | Spektrum Flyers (isen är borta)                  |
| 24       | 1990    | Schjongshallen                                             | Ringerike           | Buskerud       | Ringerike Panthers                               |
| 25       | 1992    | Kongshallen                                                | Kongsvinger         | Innlandet      | Kongsvinger Knights                              |
| 26       | 1992    | CC Amfi                                                    | Hamar               | Innlandet      | Storhamar Dragons                                |
| 27       | 1993    | Håkons Hall                                                | Lillehammer         | Innlandet      | Lillehammer IK                                   |
| 28       | 1993    | Bærum Ishall                                               | Bærum               | Akershus       | Jutul IL                                         |
| 29       | 1993    | Gjøvik Olympiske Fjellhall                                 | Gjøvik              | Innlandet      | Gjøvik Hockey                                    |
| 30       | 1995    | Grünerhallen                                               | Oslo                | Oslo           | Grüner Allianseidrettslag                        |
| 31       | 1995    | Tønsberg Ishall                                            | Tønsberg            | Vestfold fylke | Tønsberg Vikings                                 |
| 32       | 1998    | Furuset Forum                                              | Oslo                | Oslo           | Furuset Ishockey                                 |
| 33       | 2005    | Skien fritidspark                                          | Skien               | Telemark fylke |                                                  |
| 34       | 2007    | Sparta Amfi, ungdomshallen                                 | Sarpsborg           | Østfold        | Sparta IL                                        |
| 35       | 2007    | Iskanten Ishall                                            | Bergen              | Vestland       |                                                  |
| 36       | 2007    | Nye Loen Ishall                                            | Hå                  | Rogaland       |                                                  |
| 37       | 2008    | Moss Ishall                                                | Moss                | Østfold        | IL Kråkene Moss Hockey Elite/Bredde              |
| 38       | 2009    | Leangen Ishall ungdom Hall                                 | Trondheim           | Trøndelag      |                                                  |
| 39       | 2010    | Haugesund Ishall                                           | Haugesund           | Rogaland       | Haugesund Seagulls                               |
| 40       | 2010    | Tromsø Ishall                                              | Tromsø              | Troms fylke    | Tromsø Hockey                                    |
| 41       | 2010    | Sørmarka Arena                                             | Stavanger           | Rogaland       |                                                  |
| 42       | 2011    | Nordkraft Arena                                            | Narvik              | Nordland       | Narvik IK                                        |
| 43       | 2011    | Idda Arena                                                 | Kristiansand        | Agder          | Kristiansand Ishockeyklubb                       |
| 44       | 2012    | DNB Arena                                                  | Stavanger           | Rogaland       | Stavanger Oilers                                 |
| 45       | 2012    | Stavanger dobbelthall 1                                    | Stavanger           | Rogaland       |                                                  |
| 46       | 2012    | Stavanger dobbelthall 2                                    | Stavanger           | Rogaland       |                                                  |
| 47       | 2013    | Lillehammer Ungdomshall                                    | Lillehammer         | Innlandet      | Lillehammer IK                                   |
| 48       | 2013    | Jar Isforum                                                | Bærum               | Akershus       |                                                  |
| 49       | 2014    | Jessheim is- og flerbrukshall                              | Ullensaker          | Akershus       | Ullensaker Issportklubb                          |
| 50       | 2015    | Vinterbro Ishall                                           | Ås                  | Akershus       |                                                  |
| 51       | 2018    | Bugården Ishall                                            | Sandefjord          | Vestfold fylke | Sandefjord Penguins                              |
| 52       | 2020    | Nya Jordal Amfi                                            | Oslo                | Oslo           | Vålerenga Ishockey                               |
| 53       | 2020    | Sonja Henie Ishall                                         | Oslo                | Oslo           |                                                  |